# Кюрюр-Ары
Кюрюр-Ары (Мёрелис-Бёлькёё) — небольшой остров в Оленёкском заливе моря Лаптевых. Территориально относится к Якутии, Россия.
Расположен в центре залива, в дельте реки Оленёк. Находится между островами Тонголох-Бёлькёё на северо-западе и Харытка-Бёлькёё на юго-востоке. Высота не превышает 1 м. Остров имеет овальную форму. Покрыт болотами, имеет 2 небольших озера, окружен отмелями.